# Buch Serubbabel
Das Buch Serubbabel (hebräisch Sefer Serubbabel, auch als Serubbabel-Apokalypse bezeichnet) ist ein hebräischer Text, der zu Beginn des 7. Jahrhunderts n. Chr. geschrieben wurde. Er beschreibt in Form einer Offenbarung des historischen Serubbabel die Wiederherstellung des jüdischen Landes Israel am Ende der Tage und die Errichtung des dritten Tempels.

## Inhalt
Serubbabel hat eine Vision. In dieser sieht er den Kampf zwischen dem Messias aus dem Hause Josephs und dem Führer Roms (womit hier Ostrom gemeint ist) 990 Jahre nach der Zerstörung des zweiten Tempels. Rom wird durch die Person des Armilos (vielleicht gleichzusetzen mit Kaiser Herakleios) als das Böse verkörpert. Im Text wird als vorletzter König (vor Armilos) der Perser Shiroi (Siroe) erwähnt, wobei es sich um Kavadh II. zu handeln scheint. Nehemia ben Huschiel wird in diesem Kampf getötet, aber bald darauf wird die Mutter des zukünftigen Messias aus dem Hause Davids geboren. Dieser wird das Land Israel am Ende der Tage wiederherstellen und den dritten Tempel errichten.

## Historischer Hintergrund
Im Jahre 614 wurde erstmals seit dem Jahr 70 wieder eine jüdische Führung in Jerusalem errichtet. Diese stand unter Leitung von Nehemiah ben Huschiel unter persischer Oberherrschaft. Nach wenigen Monaten wurde sie durch einen Aufstand der christlichen Bevölkerung in Jerusalem beendet.
Der Text hatte einen beachtlichen Einfluss und wurde in der Folgezeit inhaltlich verändert und ergänzt. Im Jahr 840 erscheint der Text in einem hebräischen Gebetbuch. Im 10. Jahrhundert scheint er bei verschiedenen Autoren bekannt zu sein.
Im 11. Jahrhundert erwartet man den Beginn der letzten Tage für das Jahr 1058, 990 Jahre nach der Zerstörung des zweiten Tempels.

## Ausgaben/Übersetzungen
- August Wünsche: Aus Israels Lehrhallen. Bd. 2. Leipzig 1908, S. 81–88. [deutsche Übersetzung]
- Sefer Serubbabel (englisch)